# Estación de Vallada
Vallada es una estación ferroviaria situada en la localidad de Vallada en la provincia de Valencia, Comunidad Valenciana. Forma parte de la línea C-2 de cercanías Valencia operada por Renfe.

## Situación ferroviaria
Se encuentra en el punto kilométrico 39,5 de la línea férrea de ancho ibérico número 340 de Adif a 280,8 metros de altitud. Este trazado une Vallada (bifurcación) con el sur de Játiva (cambio de agujas p.k. 47,00) y desdobla la línea Madrid-Valencia en un tramo de 16,6 kilómetros.

## Historia
La estación fue inaugurada el 19 de noviembre de 1858 con la apertura del tramo Alcudia de Crespins-Mogente de la línea que pretendía unir Almansa con Valencia. Las obras corrieron a cargo de la Compañía del Ferrocarril de El Grao de Valencia a Almansa, una empresa que bajo la denominación de «Compañía del Ferrocarril de Játiva a El Grao de Valencia» había logrado previamente conectar Valencia con Játiva. En 1861 sufrió otro cambio de denominación y pasó a llamarse «Sociedad de los Ferrocarriles de Almansa a Játiva y a El Grao de Valencia». No sería este el último ya que poco después, en 1862, adoptó el que ya sería su nombre definitivo, el de la Sociedad de los Ferrocarriles de Almansa a Valencia y Tarragona (AVT), tras lograr la concesión de la línea que iba de Valencia a Tarragona. En 1889, la muerte de José Campo Pérez principal impulsor de la compañía abocó la misma a una fusión con Norte que pasó a gestionar la estación hasta la nacionalización del ferrocarril en España y la creación de RENFE en 1941. 
Desde el 31 de diciembre de 2004 Renfe Operadora explota la línea mientras que Adif es la titular de las instalaciones ferroviarias.

## La estación
Se encuentra situada junto a la salida 32 de la A-35, cerca del casco urbano. El actual recinto sustituye a la antigua estación que si bien se mantiene en pie carece de uso. El apeadero posee un andén lateral al que accede una vía. En el exterior existe un aparcamiento habilitado.
Debido a obras, en los últimos años, el trayecto L'alcudia de crespins- Moixent se cubre en autobús, ya que no circulan trenes

## Servicios ferroviarios

### Cercanías
Los trenes de cercanías de la línea C-2 son los únicos en detenerse en la estación.
| procedencia/destino | < estación | Línea | estación > | destino/procedencia |
| ------------------- | ---------- | ----- | ---------- | ------------------- |
| Valencia-Norte      | Montesa    |       | Mogente    | Mogente             |